# Pittosporum xanthanthum
Pittosporum xanthanthum är en tvåhjärtbladig växtart som beskrevs av Schlechter. Pittosporum xanthanthum ingår i släktet Pittosporum och familjen Pittosporaceae. Inga underarter finns listade.